# フロリアン・クリンゲ
フロリアン・クリンゲ（Florian Kringe, 1982年8月18日 - ）は、ドイツ・ジーゲン出身の元サッカー選手。現役時代のポジションはミッドフィールダー。
両サイドバック、中盤の底、左サイドと多くのポジションをこなすことができる。

## 経歴
子供の頃は、地元のクラブSFジーゲンに所属。1994年から2002年までボルシア・ドルトムントの各ユースチームでプレーした。その後、2年間1.FCケルンへとレンタル移籍した。2003年には、U-21ドイツ代表として4試合に出場した。
2004年にドルトムントに復帰し、トップチームのレギュラーポジションを勝ち取った。2009年夏の移籍市場で、ヘルタ・ベルリンに1年間レンタルした。
2012年夏に長年在籍したドルトムントを退団、ザンクトパウリへ移籍した。